# 烈愛灼身
《烈愛灼身》是一部2000年英法合拍的歷史劇情片，由羅蘭·約菲導演，珍妮·拉柏內編劇，湯姆·史塔佩翻譯，傑哈·德巴狄厄、鄔瑪·舒曼、提姆·羅斯、蒂莫西·斯波、朱利安·葛洛佛和朱利安·山德斯出演。影片根據17世紀法國御廚法蘭索瓦·華泰爾的生平改編，曾獲奧斯卡最佳藝術指導獎提名，並於2000年的坎城影展作為開幕片。

## 主要角色
- 傑哈·德巴狄厄 ... 法蘭索瓦·華泰爾
- 鄔瑪·舒曼 ... 安妮
- 提姆·羅斯 ... 安東萬·諾帕·柯蒙（英语：Antoine Nompar de Caumont）
- 蒂莫西·斯波 ... 尙·艾羅·高維
- 朱利安·葛洛佛（英语：Julian Glover） ... 康德親王
- 朱利安·山德斯 ... 路易十四

## 外部連結
- 互联网电影数据库（IMDb）上《烈愛灼身》的资料（英文）
- 爛番茄上《烈愛灼身》的資料（英文）
- Yahoo!奇摩電影上《烈愛灼身》的頁面 （繁體中文）
- 香港外語電影資料網上《烈愛灼身 （页面存档备份，存于）》的資料 （繁體中文）
- 「愛情萬歲影展」(1)：《烈愛灼身》 （页面存档备份，存于）香港影庫 （繁體中文）
- 烈愛灼身：繽紛讓人迷 （页面存档备份，存于）影評 （繁體中文）